# エリアシ☆ピッツ
エリアシ☆ピッツ (Eriashi☆Pitz)は、日本の4人組ロックバンドである。2015年、広島県の銀山ベースに出入りするメンバーを中心に結成。

## メンバー
- エリ (Vo)
- オガタマモル (Gt.)
- ナリキンアタック (Ba.)
- ホッシースター (Dr.)

## 旧メンバー
- 日高ラブ (Gt.)
- ハギ (Dr.)

## Discography
- MAX ONE (2017.03) [1]
- キミウタ (2017.09)